# カル・クラッチロー
カル・クラッチロー ( Cal Crutchlow, 1985年10月29日 - ) は、イギリスのオートバイレーサー。イングランド・ウェスト・ミッドランズ州コヴェントリー出身。2009年のスーパースポーツ世界選手権チャンピオン。

## 経歴

### キャリア初期
父ディレックがオートバイレーサーであったが、カルは11歳になるまでレースに興味を持っておらず、コヴェントリー・シティFC、アストン・ヴィラFCなどのサッカークラブのトライアルを受けたりしていたが、やがてオートバイレースに集中するようになった。
1999年、初めてのロードレースとしてUKジュニアカップに参戦すると、初年度にしてチャンピオンとなった。2000年からはアプリリアRS125チャレンジに参戦し、翌2001年にチャンピオンを獲得した。2003年にはヤマハ・R6カップに参戦し、トミー・ヒルに次ぐシリーズ2位となった。2004年からはイギリススーパースポーツ選手権(BSS)に参戦を開始。2005年にはシリーズランキング3位、そして参戦3年目の2006年にチャンピオンを獲得した。

### イギリススーパーバイク選手権（2007 - 2008）
2007年、クラッチローはイギリス国内選手権の最高峰・イギリススーパーバイク選手権(BSB)に、リズラ・スズキチームからベテランのクリス・ウォーカーのチームメイトとしてデビューを果たした。第10戦クロフトでポールポジションを獲得、最終戦ブランズ・ハッチで初表彰台(3位)に立ち、シリーズランキング9位で初年度を終えた。

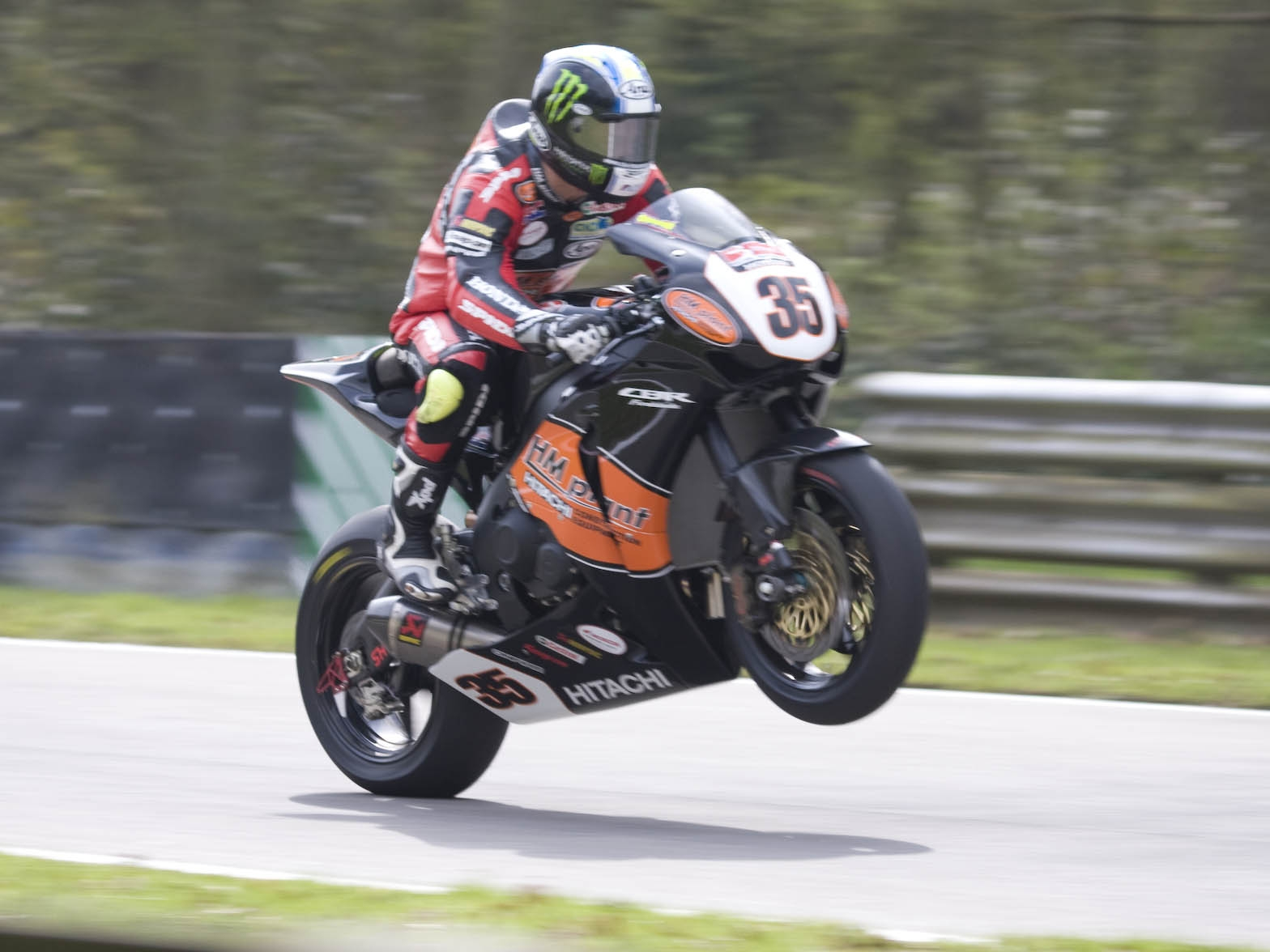
2008年 BSBブランズハッチ

2008年はHMplant・ホンダチームに移籍、開幕戦スラクストンでのレース2でシリーズ初優勝を遂げた。第2戦オールトン・パークではポールポジションを獲得したが、レース1ではトップを走行中に濡れた路面でラインを外して下位に沈み、レース2では激しくクラッシュし足首を負傷してしまった。しかしその後第3戦ブランズハッチのレース2で2勝目を挙げるなど、シーズン中盤まではチームメイトのレオン・ハスラムを上回る活躍を見せていたが、終盤はハスラムに逆転され、シェーン・バーン、ハスラムに次ぐランキング3位でシリーズ2年目を終えた。またこの年のスーパーバイク世界選手権にはハスラムと共に2ラウンドにスポット参戦し、デビュー戦となった第10戦ドニントンのレース2では見事2位表彰台に立った。さらにこの年は鈴鹿8時間耐久ロードレースにモリワキから出場、山口辰也をパートナーに6位で完走を果たした。

### スーパースポーツ世界選手権（2009）

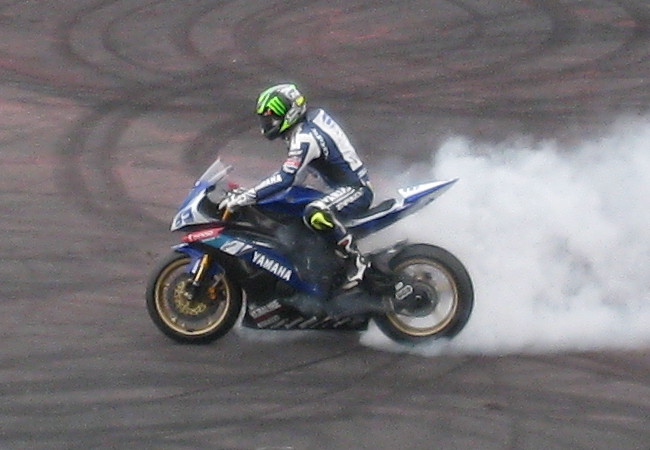
2009年 WSSニュルブルクリンク

2008年9月23日、クラッチローはウィルコ・ズィーレンベルグ率いるヤマハのファクトリー・チームと契約を結び、2009年シーズンはスーパースポーツ世界選手権(WSS)に参戦することが発表された。第10戦ブルノでメカニカルトラブルに見舞われリタイヤするまでは全戦で4位以内に入賞し、パーカルガー・ホンダチームのユージン・ラバティとチャンピオン争いを展開することとなった。クラッチローがポイント争いをリードしていたが、第12戦イモラではギアボックストラブルでシーズン2度目のリタイヤを喫したため、3ポイント差でラバティがトップに立った。しかし第13戦マニクールではラバティが転倒で下位に沈み、19ポイント差でクラッチローがランキングトップに返り咲いた。最終戦ポルティマオではラバティが優勝したものの、4位に入ったクラッチローがポイントテーブル上は逃げ切ってチャンピオンに輝いた。

### スーパーバイク世界選手権（2010）

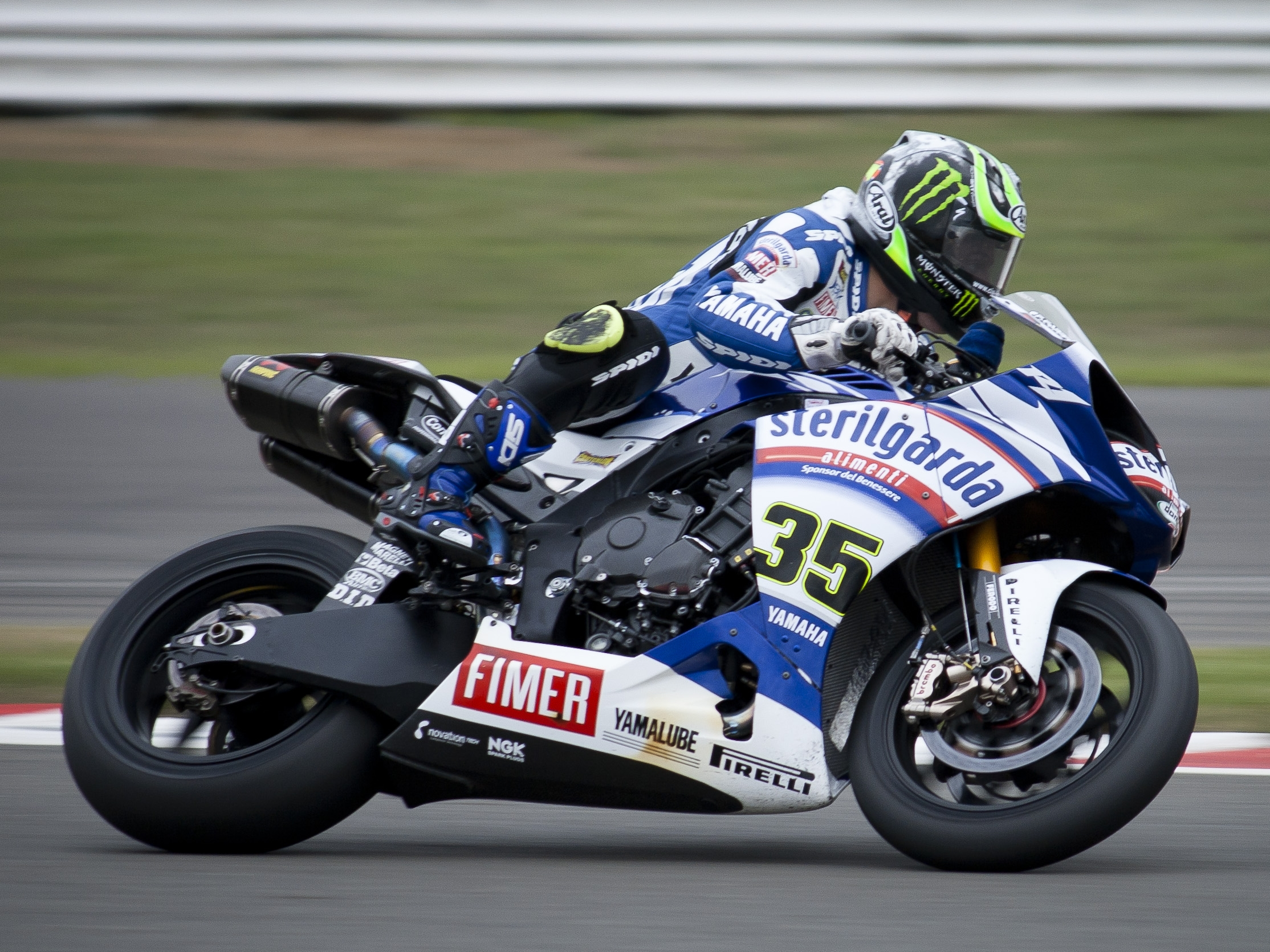
2010年 SBKシルバーストン

2009年10月1日、クラッチローは翌シーズンスーパーバイク世界選手権(SBK)にステップアップし、ヤマハのファクトリー・チームから参戦することが発表された。チームメイトは、MotoGPでのシートを失った元SBKチャンピオンのジェームス・トスランドとなった。
クラッチローは第2戦ポルティマオで初のポールポジションを獲得したが、レース1・レース2とも勝利を挙げることはできなかった。その後も度々ポールを獲得するが勝利には届かないレースが続いていたが、第10戦シルバーストンでシーズン5度目のポールからスタートしたクラッチローは、テンケイト・ホンダのジョナサン・レイとのバトルを制し、レース1・レース2ダブル優勝を遂げた。その後最終戦マニクールのレース1でシーズン3勝目を挙げ、シリーズランキングではチームメイトのトスランドを上回り、ヤマハ勢最上位となる5位でルーキーイヤーを終えた。

### ロードレース世界選手権（2011 - ）
2011年、クラッチローはロードレース世界選手権MotoGPクラスに活動の場を移し、ヤマハサテライトのテック3チームでベン・スピーズの後釜としてYZR-M1を駆ることとなった。第6戦イギリスGPでは予選で鎖骨を骨折し地元デビューは果たせなかったが、シーズンを通してもう一人のルーキーであるカレル・アブラハムとポイントランキング争いを演じた。1ポイントのリードを持って迎えた最終戦バレンシアGPでは5位を巡っての激しい直接バトルを展開した。ファイナルラップにはアブラハムが転倒、クラッチローは前方を走っていたダニ・ペドロサの攻略にも成功し、シーズン自己ベストの4位に入賞。年間ランキング12位を記録して、ルーキー・オブ・ザ・イヤーに輝いた。
2012年シーズンもテック3チームに残留、1000ccのYZR-M1を駆って2年目のシーズンを迎える。第2戦スペインGPでは、キャリア初のファステストラップを記録。第12戦チェコGPでは初表彰台3位を獲得。
2013年シーズンもチームメイトであったアンドレア・ドヴィツィオーゾがドカティに移籍したため、ドカティへの移籍はならず、テック3チームに残留。3年目を迎える。ワークスマシンではなく、サテライトマシンでの参戦ではありながら、序盤から上位陣に食い込む活躍を見せ、第4戦のフランス、ルマンGPでは、フリー走行での転倒による右脛骨高原骨折、内臓へのダメージによる吐血等という状態での出場でありながら、決勝では自己最高位である2位表彰台(ルマンGPヤマハ勢最高位)を獲得し、注目を集め、年間4回の表彰台を獲得し、ヤマハ、ホンダの4人のワークスライダーに続く年間ランキング5位でシリーズを終える。
2014年シーズンはドゥカティへと移籍。ふたたびチームメイトがアンドレア・ドヴィツィオーゾとなる。アラゴンGPでは3位を獲得するなどの活躍を見せるが、全体としてはリタイアの多い振るわないシーズンとなる。年間ランキングは13位。
2015年シーズンよりLCR・ホンダチームに移籍し、チームメイトはジャック・ミラーとなる。サテライトチームではあるがワークス機のホンダRC213Vを貸与される。第3戦アルゼンチンGPでは3位表彰台を獲得するがこの年のマシンの不調もあり年間ランキングは8位。
2016年シーズンもLCR・ホンダチームに所属、クラッチローの単独参戦となる。9人の異なる優勝者が出るシーズンとなったが愛娘が誕生した直後の第11戦チェコGPにてグランプリレース初優勝、そして16戦オーストラリアGPも優勝して年間2勝を挙げ、４度表彰台を獲得する。しかしレース中の転倒も多かったため年間ランキングは7位に終わった。

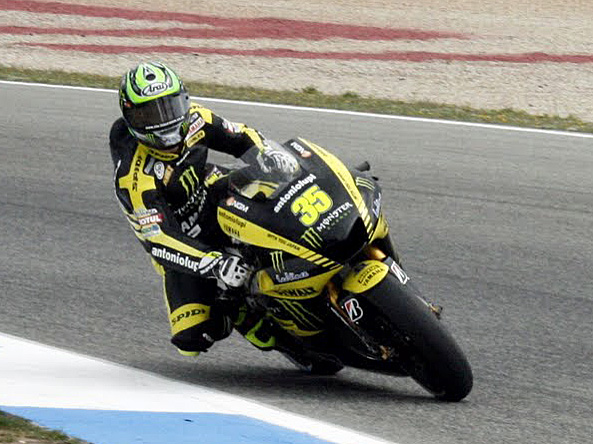
2011年 ポルトガルGP

2020年シーズンまでLCR・ホンダチームより参戦。
2021年シーズンからはヤマハのテストライダーに就任。ペトロナス・ヤマハSRTから左膝負傷による欠場のフランコ・モルビデリの代役として第10戦スティリアGPから第12戦イギリスGPまで出場。

## 主なレース戦績

### スーパースポーツ世界選手権
| シーズン | バイク           | 出走 | 優勝 | 表彰台 | PP | FL | ポイント | シリーズ順位 |
| -------- | ---------------- | ---- | ---- | ------ | -- | -- | -------- | ------------ |
| 2005年   | ホンダ・CBR600RR | 2    | 0    | 0      | 0  | 0  | 6        | 27位         |
| 2006年   | ホンダ・CBR600RR | 1    | 0    | 0      | 0  | 0  | 11       | 29位         |
| 2009年   | ヤマハ・YZF-R6   | 14   | 5    | 10     | 10 | 9  | 243      | 1位          |
| 合計     |                  | 17   | 5    | 10     | 10 | 9  | 260      |              |

### スーパーバイク世界選手権
| シーズン | バイク            | 出走 | 優勝 | 表彰台 | PP | FL | ポイント | シリーズ順位 |
| -------- | ----------------- | ---- | ---- | ------ | -- | -- | -------- | ------------ |
| 2008年   | ホンダ・CBR1000RR | 4    | 0    | 1      | 0  | 0  | 27       | 23位         |
| 2010年   | ヤマハ・YZF-R1    | 26   | 3    | 10     | 6  | 8  | 284      | 5位          |
| 合計     |                   | 30   | 3    | 11     | 6  | 8  | 311      |              |

### 鈴鹿8時間耐久ロードレース
| 開催年 | バイク            | チーム                  | パートナー | 総合順位 |
| ------ | ----------------- | ----------------------- | ---------- | -------- |
| 2008年 | ホンダ・CBR1000RR | モリワキMOTULレーシング | 山口辰也   | 6位      |

### ロードレース世界選手権
- 凡例
- ボールド体のレースはポールポジション、イタリック体のレースはファステストラップを記録。

| シーズン | クラス | バイク      | 1       | 2       | 3       | 4       | 5       | 6       | 7       | 8       | 9       | 10      | 11      | 12      | 13      | 14      | 15      | 16      | 17      | 18      | 19      | 20     | 順位 | ポイント |
| -------- | ------ | ----------- | ------- | ------- | ------- | ------- | ------- | ------- | ------- | ------- | ------- | ------- | ------- | ------- | ------- | ------- | ------- | ------- | ------- | ------- | ------- | ------ | ---- | -------- |
| 2011年   | MotoGP | ヤマハ      | QAT 11  | SPA 8   | POR 8   | FRA Ret | CAT 7   | GBR DNS | NED 14  | ITA Ret | GER 14  | USA Ret | CZE Ret | IND 11  | RSM 10  | ARA 9   | JPN 11  | AUS Ret | MAL C   | VAL 4   |         | 12位   | 70   |          |
| 2012年   | MotoGP | ヤマハ      | QAT 4   | SPA 4   | POR 5   | FRA 8   | CAT 5   | GBR 6   | NED 5   | GER 8   | ITA 6   | USA 5   | IND Ret | CZE 3   | RSM Ret | ARA 4   | JPN Ret | MAL Ret | AUS 3   | VAL Ret |         | 7位    | 151  |          |
| 2013年   | MotoGP | ヤマハ      | QAT 5   | AME 4   | SPA 5   | FRA 2   | ITA 3   | CAT Ret | NED 3   | GER 2   | USA 7   | IND 5   | CZE 17  | GBR 7   | RSM 6   | ARA 6   | MAL 6   | AUS 4   | JPN 7   | VAL Ret |         | 5位    | 188  |          |
| 2014年   | MotoGP | ドゥカティ  | QAT 6   | AME Ret | ARG     | SPA Ret | FRA 11  | ITA Ret | CAT Ret | NED 9   | GER 10  | IND 8   | CZE Ret | GBR 12  | RSM 9   | ARA 3   | JPN Ret | AUS Ret | MAL Ret | VAL 5   |         | 13位   | 74   |          |
| 2015年   | MotoGP | チーム・LCR | QAT 7   | AME 7   | ARG 3   | SPA 4   | FRA Ret | ITA Ret | CAT Ret | NED 6   | GER 7   | IND 8   | CZE Ret | GBR Ret | RSM 11  | ARA 7   | JPN 6   | AUS 7   | MAL 5   | VAL 9   |         | 8位    | 125  |          |
| 2016年   | MotoGP | チーム・LCR | QAT Ret | ARG Ret | AME 17  | SPA 11  | FRA Ret | ITA 11  | CAT 6   | NED Ret | GER 2   | AUT 15  | CZE 1   | GBR 2   | RSM 8   | ARA 5   | JPN 5   | AUS 1   | MAL Ret | VAL Ret |         | 7位    | 141  |          |
| 2017年   | MotoGP | チーム・LCR | QAT Ret | ARG 3   | AME 4   | SPA Ret | FRA 5   | ITA Ret | CAT 11  | NED 4   | GER 10  | CZE 5   | AUT 15  | GBR 4   | RSM 13  | ARA Ret | JPN Ret | AUS 5   | MAL 15  | VAL 8   |         | 9位    | 112  |          |
| 2018年   | MotoGP | チーム・LCR | QAT 4   | ARG 1   | AME 19  | SPA Ret | FRA 8   | ITA 6   | CAT 4   | NED 6   | GER Ret | CZE 5   | AUT 4   | GBR C   | RSM 3   | ARA Ret | THA 7   | JPN 2   | AUS DNS | MAL     | VAL     | 7位    | 148  |          |
| 2019年   | MotoGP | チーム・LCR | QAT 3   | ARG 13  | AME Ret | SPA 8   | FRA 9   | ITA 8   | CAT Ret | NED 7   | GER 3   | CZE 5   | AUT Ret | GBR 6   | RSM Ret | ARA 6   | THA 12  | JPN 5   | AUS 2   | MAL Ret | VAL Ret | 9位    | 133  |          |
| 2020年   | MotoGP | チーム・LCR | SPA DNS | ANC 13  | CZE 13  | AUT 15  | STY 17  | RSM DNS | EMI     | CAT 10  | FRA Ret | ARA 8   | TER 11  | EUR Ret | VAL 13  | POR 13  |         |         |         |         |         | 18位   | 32   |          |
| 2021年   | MotoGP | ヤマハ      | QAT     | DOH     | POR     | SPA     | FRA     | ITA     | CAT     | GER     | NED     | STY 17  | AUT 17  | GBR 17  | ARA 16  | RSM     | AME     | EMI     | ALG     | VAL     |         | 28位   | 0    |          |
| 2022年   | MotoGP | ヤマハ      | QAT     | INA     | ARG     | AME     | POR     | SPA     | FRA     | ITA     | CAT     | GER     | NED     | GBR     | AUT     | RSM     | ARA 14  | JPN 15  | THA 19  | AUS 13  | MAL 12  | VAL 16 | 25位 | 10       |
| 2023年   | MotoGP | ヤマハ      | POR     | ARG     | AME     | SPA     | FRA     | ITA     | GER     | NED     | GBR     | AUT     | CAT     | RSM     | IND     | JPN 13  | INA     | AUS     | THA     | MAL     | QAT     | VAL    | 29位 | 3        |